# 블랙 씨 (2014년 영화)
블랙 씨(Black Sea)는 영국에서 제작된 캐빈 맥도널드 감독의 2014년 모험, 스릴러 영화이다. 주드 로 등이 주연으로 출연하였다.

## 출연

### 주연
- 주드 로
- 그리고리 도브리긴
- 스쿳 맥네이리

### 조연
- 벤 멘델슨
- 조디 휘테커
- 준 스미스
- 마이클 스마일리
- 칼 데이비스
- 콘스탄틴 카벤스키
- 다니엘 라이언
- 폴리나 보네바
- 바비 스코필드
- 스티븐 맥데이드
- 게오르그 니콜로프
- 미하이 아센
- 데니스 코라시카우

## 제작진
- 세트: 소피 필립스
- 의상: 나탈리 워드

## 같이 보기
- 2014년 영화